# Бродский, Исаак Давидович
Бродский, Исаак Давидович (15 июля 1923, Москва — 1 апреля 2011, Стокгольм) — советский скульптор-монументалист, заслуженный художник РСФСР (1986).

## Биография
- Родился 15 июля 1923 года в Москве[1].
- В годы Великой Отечественной войны был командиром взвода разведчиков, получил звание лейтенанта.
- В 1952 году окончил Московский институт прикладного и декоративного искусства (МИПИДИ). Обучался у академика М. Г. Манизера[2].
- С 1951 году участвовал в художественных выставках. В 1953 году вступил в Союз художников СССР[1].
- Скончался в Стокгольме 1 апреля 2011 года.

## Награды
- Орден Отечественной войны I степени
- Орден Красной звезды
- медаль «За победу над Германией в Великой Отечественной войне 1941—1945 гг.»
- медаль «Двадцать лет победы в Великой Отечественной войне 1941—1945 гг.»

## Основные произведения

Памятник Ленину в Новосибирске

### Памятники
- В. И. Ленину на въезде в Горки Ленинские, в Новосибирске, в Барнауле
- М. Ю. Лермонтову в Москве и Тамани
- И. И. Ползунову в Барнауле
- И. И. Фокину в Брянске (1976—1977)[2][3][4]
- В. И. Ленину и А. М. Горькому, возле здания ТЮЗа в Брянске (1957)[2]
- дважды Герою Социалистического Труда Б. В. Бункину в Москве
- дважды Герою Социалистического Труда А. И. Шокину в Зеленограде
- В. И. Ленину в Ростове-на-Дону (1963)
- Монумент «Слава строителям коммунизма» в Волгограде (1961)

### Скульптуры
- «В. М. Шукшин»
- «Художник и модель»
- «Кентавр»
- «Материнство»
- «Портрет студентки»
- «Мим»
- «Натурщица»
- «В. Маяковский»

### Мемориалы
- Мемориал «Защитникам Советского Заполярья в годы Великой Отечественной войны» («Алёша»), архитектор И. А. Покровский
- Мемориальный комплекс на территории Заевского сельского поселения в Пеновском районе Тверской области на месте исчезнувшей деревни Ксты, в память о 78 её жителях, сожжённых заживо немецко-фашистскими захватчиками 9 января 1942 года.